# Riffle
Riffle es un sistema de comunicación anónima desarrollada por el Instituto de Tecnología de Massachusetts (MIT), que se basa en usar servidores para reorganizar de forma aleatoria el orden de recepción de la comunicación. Llegando a ser esto, más rápido que una red basada en encaminamiento de cebolla.

Su prototipo está construido en Go, fue presentado en la conferencia sobre privacidad PETS 2016 que se celebra en Alemania. Y está basado en la tesis de Albert Kwon.
Para corroborar que la conexión a usar entre servidores es fiable, se utiliza la técnica de clave simétrica, en vez de un cifrado de clave pública-privada, dando así un mejor uso al consumo por ancho de banda.
Al igual que Tor, Riffle cifra todo el tráfico mediante un sistema del tipo capas (onion) y utiliza un sistema de autenticación, pero introduce un nuevo concepto llamado mixnet, formado por un conjunto de servidores que reorganizan de forma aleatoria el orden de recepción de la comunicación.